# 増田紗織
増田 紗織（ますだ さおり、1997年1月7日 - ）は、朝日放送テレビ（ABCテレビ）のアナウンサー。

## 来歴
出身地は東京都ながら、実父の仕事の関係で、5歳から9歳までアメリカ合衆国・ニューヨークで生活していた帰国子女。このような経歴から、名前の「さおり」（紗織）にちなんで「サリー」という愛称が付けられている。

### 学生時代
東洋英和幼稚園を経て渡米。日本への帰国後に、東洋英和女学院小学部へ編入した。
東洋英和女学院中学部・高等部への在学中は、6年間を通じてダンス部で活動していた。慶應義塾大学法学部政治学科への進学後も、学内のダンスサークルに所属。その一方で、幼少期からのテレビ好きが高じて、テレビ局への就職を目指した。アナウンサーを志したのは就職活動の最中で、朝日放送テレビアナウンサー試験の最終面接前に、テレビ朝日アスクへ3日間通っただけという。

### 朝日放送テレビへの入社後
2019年4月1日付で、アナウンサーとして入社。同年に採用された唯一のアナウンサーで、旧朝日放送からテレビ放送・アナウンサー管理などの部門を承継した朝日放送テレビによる女性アナウンサーの採用は、2018年4月1日の発足後初めてであった。
入社後は、加藤明子が研修を統括。研修期間終了後の2019年6月26日に、『おはよう朝日です』（朝日放送テレビ）と『おはようパーソナリティ道上洋三です』（朝日放送ラジオ）への出演を経て、『ドッキリ!ハッキリ!三代澤康司です』内のラジオニュース（10時台の『ABCニュース』）で本格的な番組デビューを果たした。ただし実際には、同年6月24日から、朝日放送テレビで『サリーの6おん!』（番組宣伝を兼ねた事前収録方式の冠番組）がレギュラーで放送されている。朝日放送テレビに新卒扱いで採用されたアナウンサーが、研修中に冠番組やレギュラー番組を担当する事例は、旧朝日放送の開局直後を除けば増田が初めてである。
2019年8月6日の第101回全国高等学校野球選手権大会テレビ中継（朝日放送テレビ・BS朝日・スカイAで放送）で、「燃えよ!ねったまアルプス」（阪神甲子園球場アルプススタンドからの生中継）リポーターとして全国放送に初登場。2019年11月29日からは、松尾依里佳の降板（2018年1月19日放送分）以降空席になっていた『探偵!ナイトスクープ』の「秘書」（アシスタント）に、朝日放送→朝日放送テレビのアナウンサーから初めて起用されている。
朝日放送ラジオでは、2019年10月6日から『SALLY'S COFFEE』（サリーズコーヒー）という冠番組を担当。2021年2月2日からは、増田英彦（ますだおかだ）がパーソナリティを務める『よなよな…』火曜日のパートナーを塚本麻里衣（先輩アナウンサー）から引き継いだことによって、（同姓ながら親族ではない）「ますだますだ」コンビでのレギュラー出演が初めて実現している。『よなよな…』自体は同年の9月第4週で終了したが、翌週（9月30日）から後継番組として編成されている『ABCミュージックパラダイス』（平日の深夜で21年3ヶ月振りに復活した生放送の音楽番組）でも、木曜日のパーソナリティに起用されている（2023年9月28日番組卒業）。

## 人物
趣味はゴルフとスイーツの食べ歩き。
特技は英会話。ゴルフについては、ニューヨークでの小学生時代から習っており、ベストスコアは89。また、右手だけでパターを持ちながら、パットを決めることができる。その一方で、中学・高校時代に上下関係や練習の厳しいダンス部で活動していたため、「（ダンス部で活動していた6年間で）簡単に折れない心が身に付いた」と語っている。
大学時代は中学生の家庭教師のアルバイトをしていた。
2024年パリオリンピックのフェンシング女子フルーレ団体で銅メダルを獲得した宮脇花綸とは小学校・中学校・大学が同じで、オリンピック開幕直前には実際に取材を行っていた。

## アクシデント
2023年7月11日、和歌山県田辺市で『おはよう朝日 土曜日です』のマリンアクティビティーの体験取材中、同行した小椋寛子（エレクトーン奏者）と共に突風に煽られて高さ約2メートルの地点から海面に落下し、病院に救急搬送された。増田は一時意識不明となり右骨盤、左膝、右肩の打撲、右頬骨打撲傷皮下出血、小椋は右側腹筋挫傷、右大腿部皮下血種の診断を受けたが入院はせず、同日中に帰宅した。14日、仕事復帰を報告。

## 出演

### 現在

#### テレビ番組
- ABCニュース（不定期、2019年9月 - ）
- 探偵!ナイトスクープ（2019年11月29日 - ） - 第4代秘書[8][注釈 1]
- news おかえり（2023年9月13日 - ） - サブキャスター（水曜日及び隔週金曜日担当） 
  - レギュラーでサブキャスターを務める前にも、2022年4月の番組開始当初から、水曜日を中心にサブキャスターやフィールドキャスターを不定期で担当していた。
- プリキュアシリーズ（ヒーリングっど♥プリキュアから担当） - 提供アナウンス担当
- ザコシ倶楽部（2023年11月27日 - 、スカイA）[15]
- グッド!モーニング（2024年10月4日 - ） -  日曜版サブキャスター
  - 2024年4月からサブキャスターを務めていた『サンデーLIVE!!』（前番組）から、朝日放送テレビ・テレビ朝日・メ〜テレとの共同制作体制を引き継ぐ格好で日曜版の放送を始めたことに伴って、同番組に続いて朝日放送テレビからの出向扱いで担当。
- 田中秀道のビッグステップゴルフ（SKY-A） - ナレーション

#### ラジオ番組
- ABCニュース（不定期出演、2019年6月26日 - ）
- SALLY'S COFFEE（2019年10月6日 - ）

2020年1月からは、1週間以内に放送済みの自社制作番組から、radikoタイムフリー聴取サービスでの音源再生をお勧めしたいシーンを紹介するインフォマーシャル（スポットCM枠で随時放送）のナビゲーターも務めている。

#### CM
- 「ふるらぼ」（朝日放送グループが運営しているふるさと納税のポータルサイト） 
  - 2022年12月から関西ローカルで放送されているほか、YouTubeやTVerで配信。「ええんちゃいます? 知らんけど」篇（15秒）[16]と「エアロビ」篇（30秒）[17]で構成されていて、いずれのバージョンでも、「上田剛彦（当時の先輩アナウンサーで自身と同じ東京都の出身）と一緒にレオタード姿でエアロビクスに取り組みながら、『ふるらぼ』を利用するメリットを、あえて不自然な関西弁であやふやに囁き合う」との演出が為されている[18]。なお、上田は2024年6月の人事異動でアナウンス職を離れたものの、CM自体は上記のバージョンを引き続き放送。

### 過去

#### テレビ
- おはよう朝日土曜日です（2019年9月14日 -2024年3月30日 ）- リポーター[注釈 2]
- 全国高校野球選手権大会中継（2019年）- 「燃えよ!ねったまアルプス」のリポーターを担当
- サリーの6おん!（2019年6月24日 - 2020年3月） - タイトルを「サリーのロックオン!」と読ませるミニ番組で、平日の深夜帯に放送。
- 速報!甲子園への道（2019年） - 関西ローカルパートのリポーターを担当
- 文化人×過酷ロケ 山里亮太のクイズ!?まさかのバーサーカー（2019年8月12日放送のスペシャル版） [注釈 3]
- おはようコールABC（2020年4月16日 - 6月11日） - 月・木曜日メインキャスター[注釈 4]
- おはよう朝日です（2019年10月2日 - 2020年9月30日）[注釈 5][注釈 6]
- 新婚さんいらっしゃい!（2022年4月17日。解説放送）- 本来担当している津田理帆（アナウンサー）の代理
- 朝だ!生です旅サラダ（2022年3月26日） - 1997年4月から25年間にわたって日本各地からの生中継企画でリポーターを務めてきたラッシャー板前が当日の放送でレギュラー出演を終えることを背景に、視聴者向けのプレゼント企画と連動したラッシャー最後の生中継リポート（朝日放送グループの本社がある大阪市内の鶴橋駅高架下の商店街から放送）[注釈 7]に同行。
- サンデーLIVE!!（2024年4月7日 - 9月30日） - 朝日放送テレビからの出向扱いで、サブキャスターを担当。後継番組として編成された『グッド!モーニング』の日曜版でも続投している。

#### ラジオ
- べしゃり王選手権（2020年4月26日 - 9月27日）[注釈 8]
- よなよな…火曜日（2021年2月2日 - 9月21日）[注釈 9]
- 澤田有也佳のこっそりラジオ（2020年8月9日・16日） - 澤田有也佳（先輩アナウンサー）の新型コロナウイルス罹患に伴って、タイトルを変えずに代演。
- 増田紗織と○○の音バズ（2020年10月9日 -2022年3月30日 ）[注釈 10]
- ABCミュージックパラダイス 木曜日（2021年9月30日 - 2023年9月28日）
  - Rover（ベリーグッドマン）とのコンビでパーソナリティを担当
- 増田紗織のMonday Night Cruising（2022年4月4日 - 2023年9月25日）
- 増田紗織のHave a nice day!（2021年4月3日 - 2024年1月27日、2024年8月3日 - 9月28日）
- Sky presents 中村七之助のラジのすけ
  - 2023年3月まで初代のパートナーを務めていたヒロド歩美（当時の先輩アナウンサー）が、全国高等学校野球選手権大会関連の取材や番組出演へ専念する時期（主に8月）の収録（当時ヒロドが赴任していた朝日放送テレビ東京オフィス内のスタジオで実施）でパートナーを代行。